# Avia BH-21
Avia BH-21, chế tạo lần đầu vào năm 1925, là một loại máy bay hai tầng cánh đóng vai trò quan trọng trong việc đảm bảo an ninh quốc gia của Tiệp Khắc, trong thời kỳ giữa Chiến tranh thế giới I và Chiến tranh thế giới II.

## Biến thể
- BH-21
- BH-21J
- Bh-21R

## Quốc gia sử dụng
BỉKhông quân Bỉ
 Tiệp KhắcKhông quân Tiệp Khắc

## Tính năng kỹ chiến thuật (BH-21)

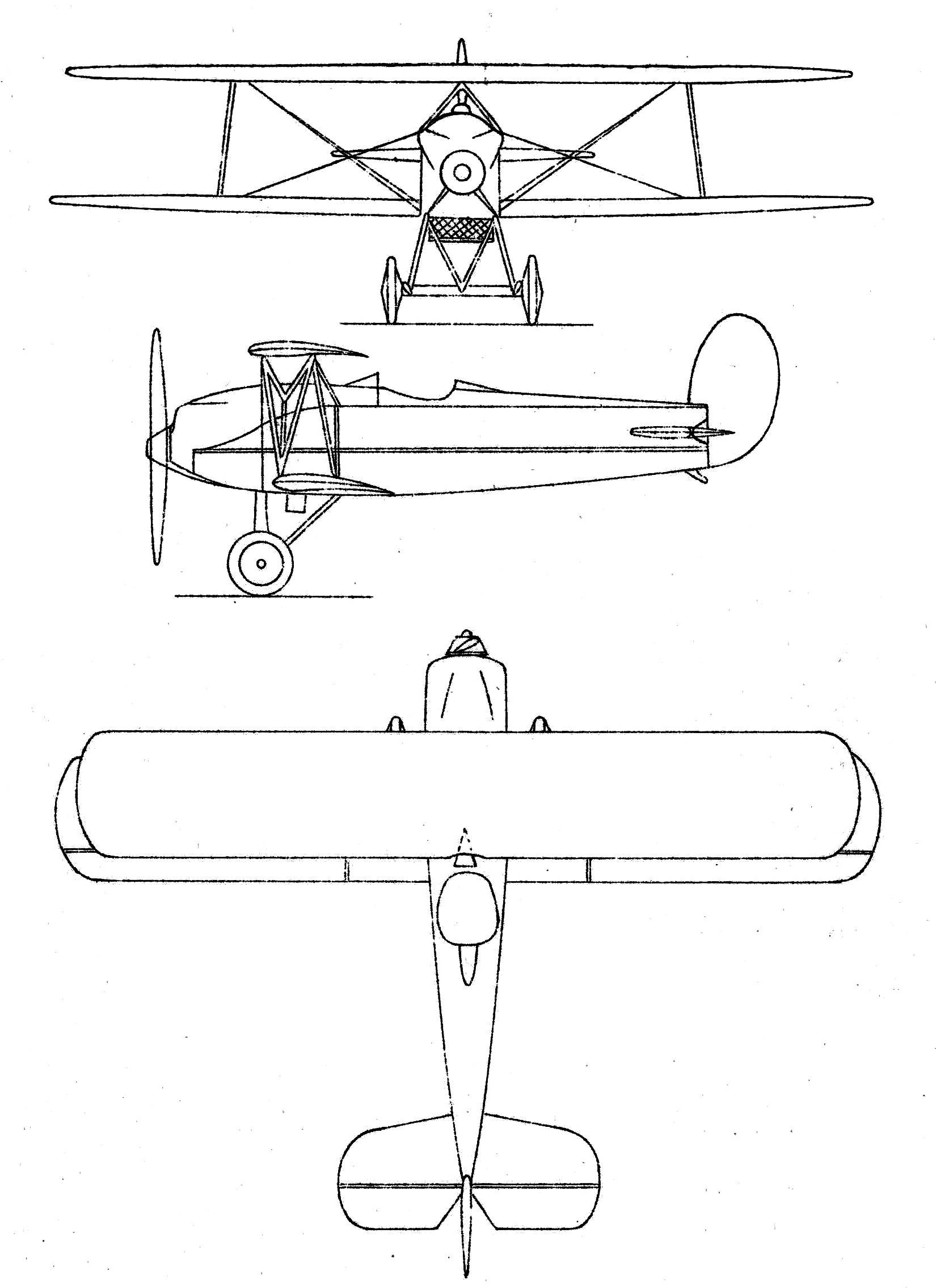
Avia BH-21

Đặc tính tổng quan
- Kíp lái: 1
- Chiều dài: 6,87 m (22 ft 6 in)
- Sải cánh: 8,9 m (29 ft 2 in)
- Chiều cao: 2,74 m (9 ft 0 in)
- Diện tích cánh: 21,96 m2 (236,4 foot vuông)
- Trọng lượng rỗng: 720 kg (1.587 lb)
- Trọng lượng cất cánh tối đa: 1.085 kg (2.392 lb)
- Động cơ: 1 × Hispano-Suiza 8Fb , 227 kW (304 hp)  @ 1.850rpm

Hiệu suất bay
- Vận tốc cực đại: 245 km/h (152 mph; 132 kn) trên độ cao 3.000 m (9.843 ft)
- Thời gian bay: 2 giờ
- Trần bay: 5.500 m (18.045 ft)
- Vận tốc lên cao: 5,21 m/s (1.026 ft/min)
- Thời gian lên độ cao: 5.000 m (16.404 ft) trong 16 phút

Vũ khí trang bị

- Súng: 2 × Súng máy Vickers 7,7 mm (0,303 in)